# Le rendez-vous des civilisations
Le Rendez-vous des civilisations (Civilisationernas möte) är en skrift av Emmanuel Todd och Youssef Courbage som utgavs 2007 i syfte att förklara de muslimska samhällenas utveckling genom att analysera demografiska data som antalet barn födda per kvinna, spädbarnsdödlighet, alfabetiseringsnivå och annat. Analysen av dessa data påvisar att samhällena i fråga är stadda i likartade demografiska förändringar i olika stadier.
En demografisk förändring förklarar olika problem man påträffar i samhällena. Otaliga revolutioner i de europeiska samhällena har ägt rum under sådana förändringar. För övrigt visar dessa förändringar liksom alfabetiseringsnivån att världen i sin helhet är på väg mot modernitet, demokrati (vars form kan skifta) och, som en följd därav, fredliga förhållanden. Det rör sig alltså snarare om ett fenomen där utvecklingen gör olika samhällen mer lika. De interna problemen i dessa samhällen, där västvärlden ibland drabbas av återverkningar i form av terrorism, är bara en produkt av denna förändring och inte tecken på något slags sammanstötning sådan Samuel P. Huntington föreställde sig den i The Clash of Civilizations (Civilisationernas kamp).
Signaturen Le Yéti gav i en artikel om fransk utrikespolitik i nättidningen Rue 89  19/09/2007 en utmärkt sammanfattning av Le rendez-vous des civilisations som här följer i svensk språkdräkt:
"(...) ett ordentligt nappatag med Huntingtons högt uppskruvade The Clash of Civilisations, och visar i boken Le rendez-vous des civilisations att vi tvärtemot en civilisationernas krock är på väg mot en global kulturell sammansmältning. Efter några rejäla snedtändningar, det är sant.
Författarna ställer upp en korrelation mellan två viktiga faktorer i människans utveckling som mycket ofta föregår revolutioner.
Först och främst alfabetiseringen som nästan ofelbart ledsagas av sinande religiositet. Männens läskunnighet går i allmänhet före kvinnornas med olika tidslängder alltefter samhälle. Därpå kommer en nästan naturlig nedgång i födelsetalen som en följd av alfabetiseringen och driver fram nedgången för de religioner som manar människorna att föröka sig och uppfylla jorden. Naturligtvis är dessa faktorer inte de enda som verkar för en global modernism.
Åtskilliga andra parametrar måste tas med i beräkningen: olika sätt att organisera familjen i olika samhällstyper, religionens dominans, befolkningstrycket... Vad beträffar det ekonomiska lyftet som ständigt och jämt sätts i främsta rummet i våra västerländska samhällen för att förklara mänsklighetens framsteg, så är detta snarare en följd av alfabetiseringen än orsaken till den.
Detta fenomen berör alla samhällstyper och detta under olika epoker. I Frankrike var revolutionen 1789 finalen på upplysningens århundrade; men födelsetalen hade börjat sjunka redan ett tjugotal år innan de stora händelserna. I Ryssland nådde alfabetiseringen mer än 50% av männen runt år 1900, dvs sjutton år före revolutionen. (...) I Iran var alfabetiseringen 50% för männen 1964 och kvinnorna nådde samma nivå 1981 med ett fall i födelsetalen 1985. 1979 fördrevs shahen och Khomeyni kom till makten.
Man kan lägga märke till att revolutionerna inte ensidigt innebär befrielseprocesser. (...) den modernisering som alfabetiseringen medför, innebär oftast att sociala element, som suttit fast i traditionerna, reagerar med att förkasta denna modernisering.
Europas historia kantas av våldsamheter alltifrån Reformationen till andra världskriget. Kommunismen, en "surrogattro", frodades på ruinerna av den ortodoxa tron i Ryssland och i Kina på buddhismens ruiner. I de muslimska länderna medför ifrågasättandet av faderns auktoritet (han som har den centrala positionen efter Gud som familjens beskyddare) hätskhet och radikalisering. Fundamentalismen är bara ett övergångsfenomen under rubbandet av den religiösa tron. Dess försvagning medför en motreaktion som strävar efter återförstärkande av densamma, noterar Courbage och Todd.
Detta behov av återförstärkande drabbar även dem som har störst skäl att hysa  religiöst tvivel som vetenskapsmän, lärde och filosofer... Descartes och Pascal på sin tid, ingeniören Bin Laden i våra dagar.
Man skulle gärna vilja att en ökad alfabetisering av världens befolkningar ofelbart leder till en lyckosam sammanflätning av civilisationerna så småningom. Den påstådda och oundvikliga civilisationernas sammanstötning, som Huntington förfäktar, tjänar ju framför allt som förevändning för att dölja ett skoningslöst ekonomiskt krig om energiresurser mellan nord och syd. (…)
Man bör inte bagatellisera den otroliga och hypnotiskt självdestruktiva kapacitet som präglar mänskliga samhällen, och deras omättliga och blinda aptit efter makt. Inte heller deras oförmåga att tillstå att människan är en efemär och ofullständig varelse, som inte kan bekämpa sina demoner och sätta stopp för det katastrofmaskineri som man själv framkallat.
Hur ska man förklara att, när vi nu nått en oförliknelig topp av materiell komfort och teknisk modernitet, självmordstalen i våra rika samhällen är så höga? Med mer än 10 000 döda i Frankrike dör fler i självmord än i trafikolyckor. Courbage och Todd citerar sociologen Émile Durkheim, som i ett arbete om självmord pekade på människans strävan efter självdestruktion i avvaktan på att ömsesidigt ha ihjäl varandra på kontinental skala under Första världskriget.
Ett lyckligt eller olyckligt möte? Eller något mitt emellan? Och när? Vi lär få veta detta tids nog."